# Heuberg/Buchhorn/Gleichen
Heuberg/Buchhorn/Gleichen ist eine zur Gemeinde Pfedelbach im Hohenlohekreis in Baden-Württemberg gehörende Ortschaft. Die 1989 gebildete Ortschaft umfasst die Ortsteile Heuberg, Charlottenberg, Buchhorn, Obergleichen und Untergleichen.

## Lage

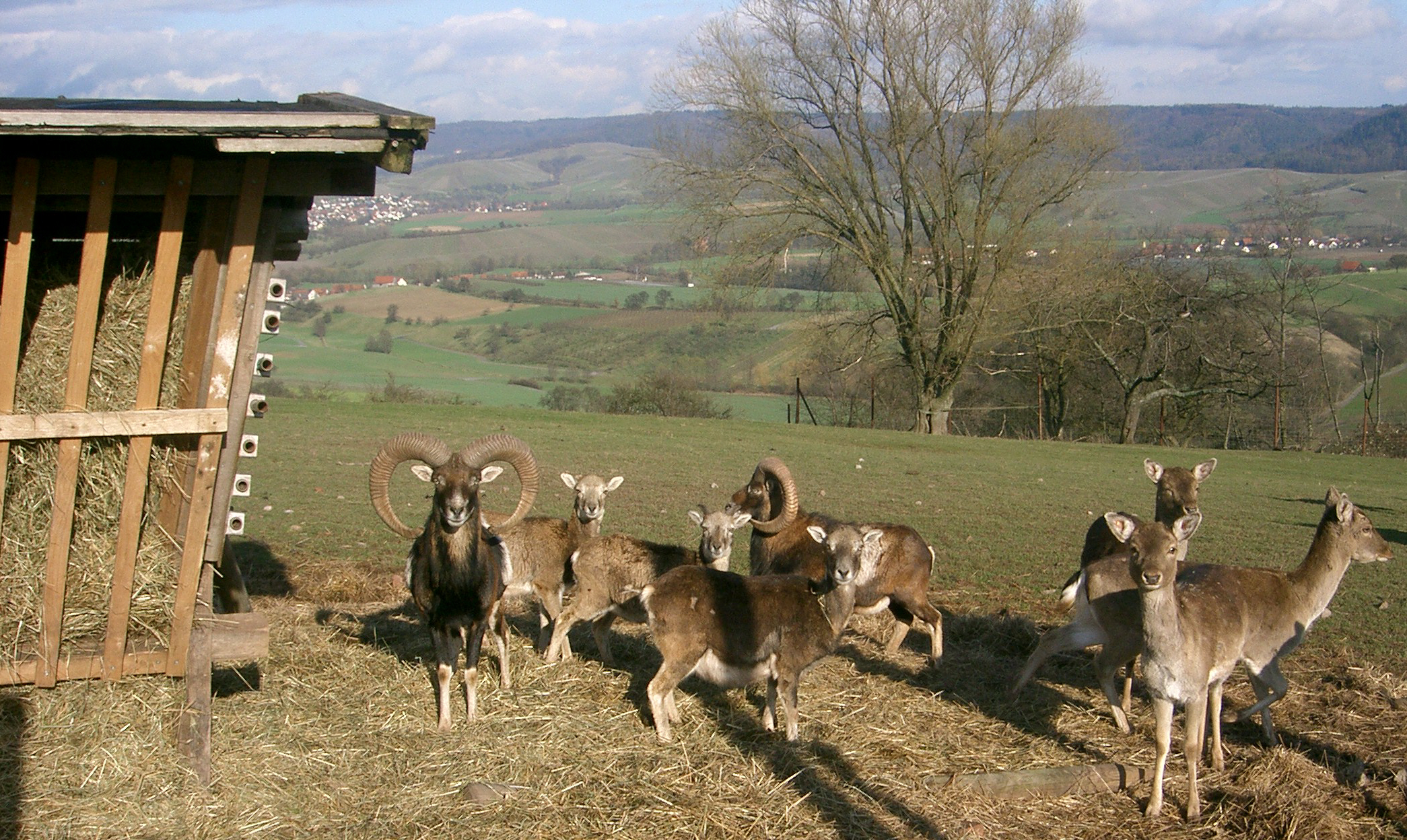
Wildgehege in Heuberg

Die Ortschaft liegt im Naturpark Schwäbisch-Fränkischer Wald am Nordrand des Mainhardter Waldes auf einem Bergausläufer zwischen den Tälern von Brettach im Westsüdwesten und Ohrn im Ostnordosten. Sie umfasst den Südwesten der Gemeinde Pfedelbach.

## Geschichte

### Limes

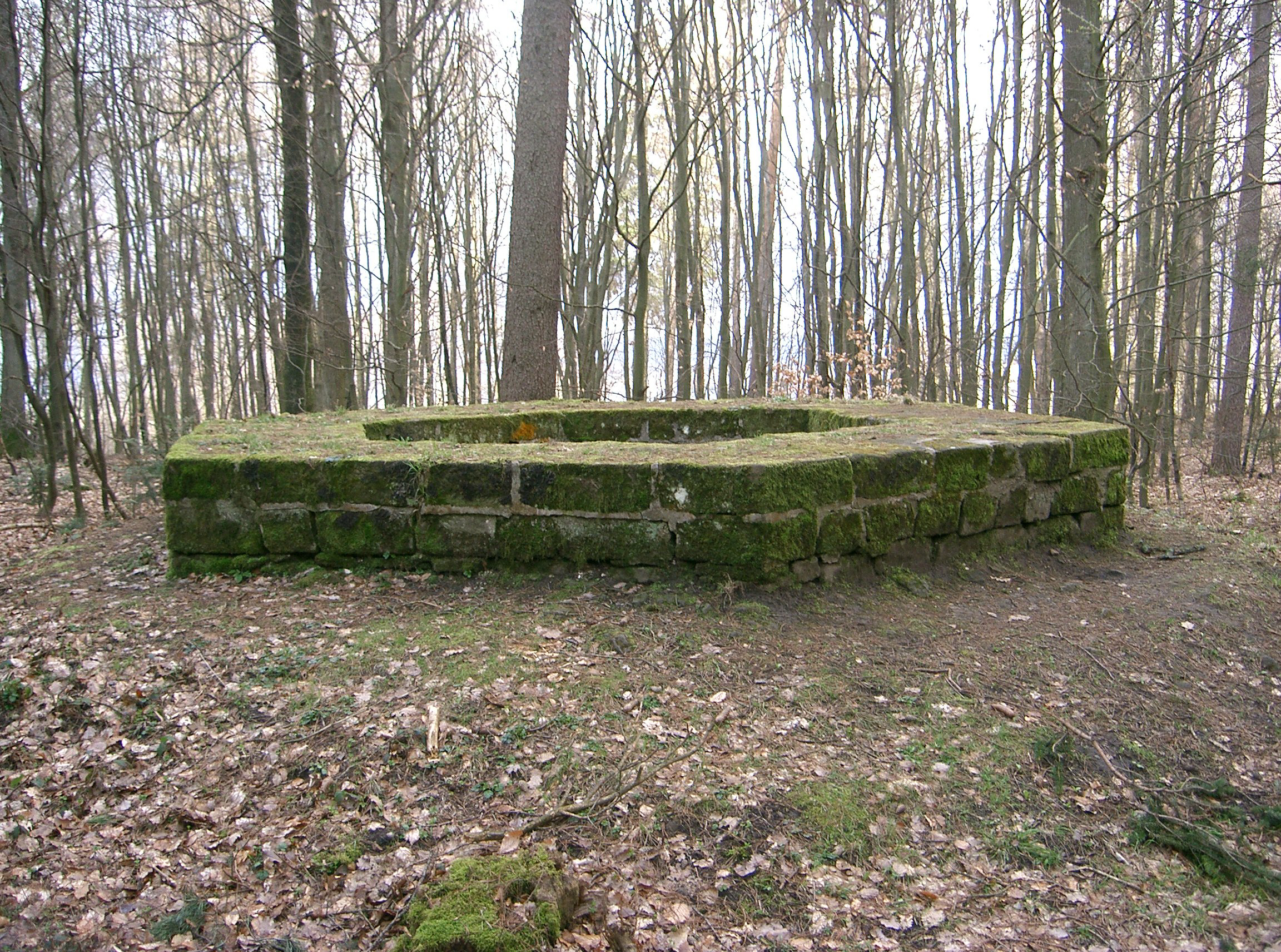
Fundament des Sechseckturms in Gleichen

Um das Jahr 160 n. Chr. errichteten die Römer den Abschnitt des Obergermanisch-Raetischen Limes zwischen Miltenberg und Lorch. Zwischen den benachbarten Kastellorten Öhringen im Norden und Mainhardt im Süden erreicht er nach einem steilen Anstieg aus der Hohenloher Ebene auf die Schwäbisch-Fränkischen Waldberge die Markung von Gleichen. Schon auf der Hochfläche, nur wenige Meter von der Oberkante der Geländestufe entfernt, errichteten römische Auxiliartruppen den einzigen Wachturm am Limes mit sechseckigem Grundriss (WP 9/51), dessen Grundmauern erhalten sind. Seine ein Meter breiten und damit ungewöhnlich starken Fundamente besitzen als zusätzliche Verstärkung einen 0,5 m weit, nach außen vorspringenden Sockel. Sechseckform und Grundmauern sprechen dafür, dass die Turmhöhe weit über dem Normalmaß lag. Die Gestaltung des Turmes und sein Standort lassen vermuten, dass er ein Hauptpunkt für die optische Vermessung der schnurgeraden Strecke gewesen ist. Auf der rund einen Kilometer langen Strecke zwischen der Hangkante und dem Gleichener See sind der Verlauf von Wall und Graben des Limes noch sehr gut erkennbar. Nur auf diesem kurzen Teilstück weicht der Limes auf seiner 80 Kilometer langen Trasse zwischen Walldürn im Norden und dem Haghof bei Alfdorf im Süden von seiner sonst schnurgeraden Linie ab, so musste die tief eingeschnittene Gießklinge des Volkersbaches, eines Seitenbaches der Ohrn, nicht überwunden werden. Am Obergermanischen Limes existieren mehrere Abschnitte, die durch einen exakt gradlinigen Streckenverlauf auffallen und wie mit dem Lineal durch die Landschaft gezogen wirken. Die dazu erforderliche außergewöhnliche Präzision wird der Verwendung der Groma durch römische Landvermesser zugeschrieben. Der längste dieser Abschnitte reicht von einem ansonsten unbedeutenden Wachturm bei Walldürn (Strecke 8) bis zum Haghof südlich von Welzheim und erreicht eine Länge von 81,259 km. Damit handelt es sich um die längste geradlinige Trasse der gesamten Antike. Auf einer Strecke von 50 km beträgt die Abweichung, bezogen auf die Mitte des Grabens, nur 90 cm. Digitale Geländemodelle, die auf Basis von im Jahr 2009 bei Lidar-Messflügen erhobenen Daten erzeugt wurden, lassen im Bodenrelief in der Nähe des Gleichener Sees zwei Bauwerke erkennen, es könnten dem Grundriss nach römische Kleinkastelle sein.

### Die Herrschaft Gleichen mit Burg

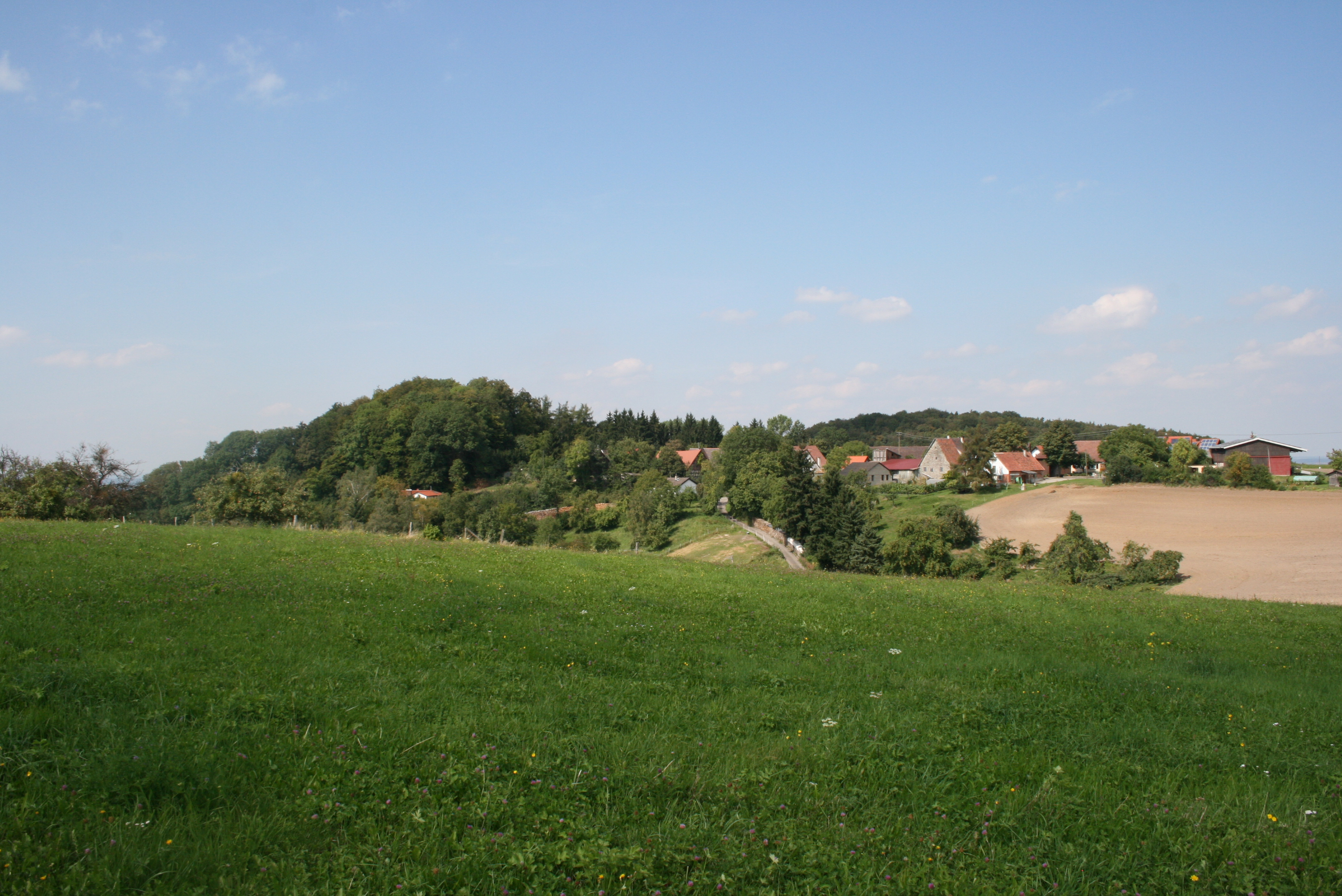
Schlossberg in Pfedelbach-Obergleichen mit Burgstall Gleichen

Im Süden von Pfedelbach nehmen die beiden Weiler Ober- und Untergleichen den Höhenrücken zwischen Brettach und Ohrn ein. Ausgangspunkt deren Besiedlung war wahrscheinlich die im 12. Jahrhundert erbaute Burg Gleichen.
Im Verlaufe der staufischen Verwaltungsreform entstand die Herrschaft Gleichen (ehemals Glychen), zu der auch die Orte Pfedelbach und Mainhardt gehörten. 1027 schenkte König Konrad II. den Wald um Mainhardt dem Bischof von Würzburg. Mainhardt und Pfedelbach kamen als ein Teil der Herrschaft Gleichen zu einem unbekannten Zeitpunkt als Eigengut an die Schenken von Limpurg. Schenk Walther übereignete im Jahre 1274 die Villa Meinhart König Rudolf von Habsburg, der diese Herrschaft einem Ministerialen zu Lehen gab. Dem Reich gehörte die Herrschaft Gleichen mit Burg und Weiler. König Rudolf I. von Habsburg (1218–1291) verlieh Gleichen seinem unehelichen Sohn Albrecht von Schenkenberg, der die mittlere Linie der Grafen von Löwenstein begründete (bis 1464). Zu Beginn des 14. Jahrhunderts kam die Herrschaft Gleichen mit Mainhardt und Pfedelbach in den Besitz der Grafen von Löwenstein. König Albrecht tauschte Mainhardt mit den Grafen von Löwenstein, die es 1380 mitsamt Burg Gleichen an die von Weinsberg verpfändeten. 1416 löste Hohenlohe das Pfand aus und behauptete es 1417 gegen kurpfälzische Ansprüche. In der Folgezeit wurde Pfedelbach mehrmals an verschiedene Adelsgeschlechter verpfändet, um die Finanzschwierigkeiten des gräflichen Hauses Löwenstein zu beseitigen. Graf Albrecht von Hohenlohe erwarb durch Kauf (1416) die Herrschaft Gleichen. Gleichen blieb bis 1806 im Besitze des fürstlichen Hauses Hohenlohe-Bartenstein. 1828 kamen Ober- und Untergleichen von Untersteinbach zu Pfedelbach.
Die Burganlage beziehungsweise deren Überreste (Burgstall) befindet sich auf dem Gelände des ehemaligen Wasserbehälters der Ortschaft Gleichen.

### Heuberg und Lustschlösschen Charlottenberg

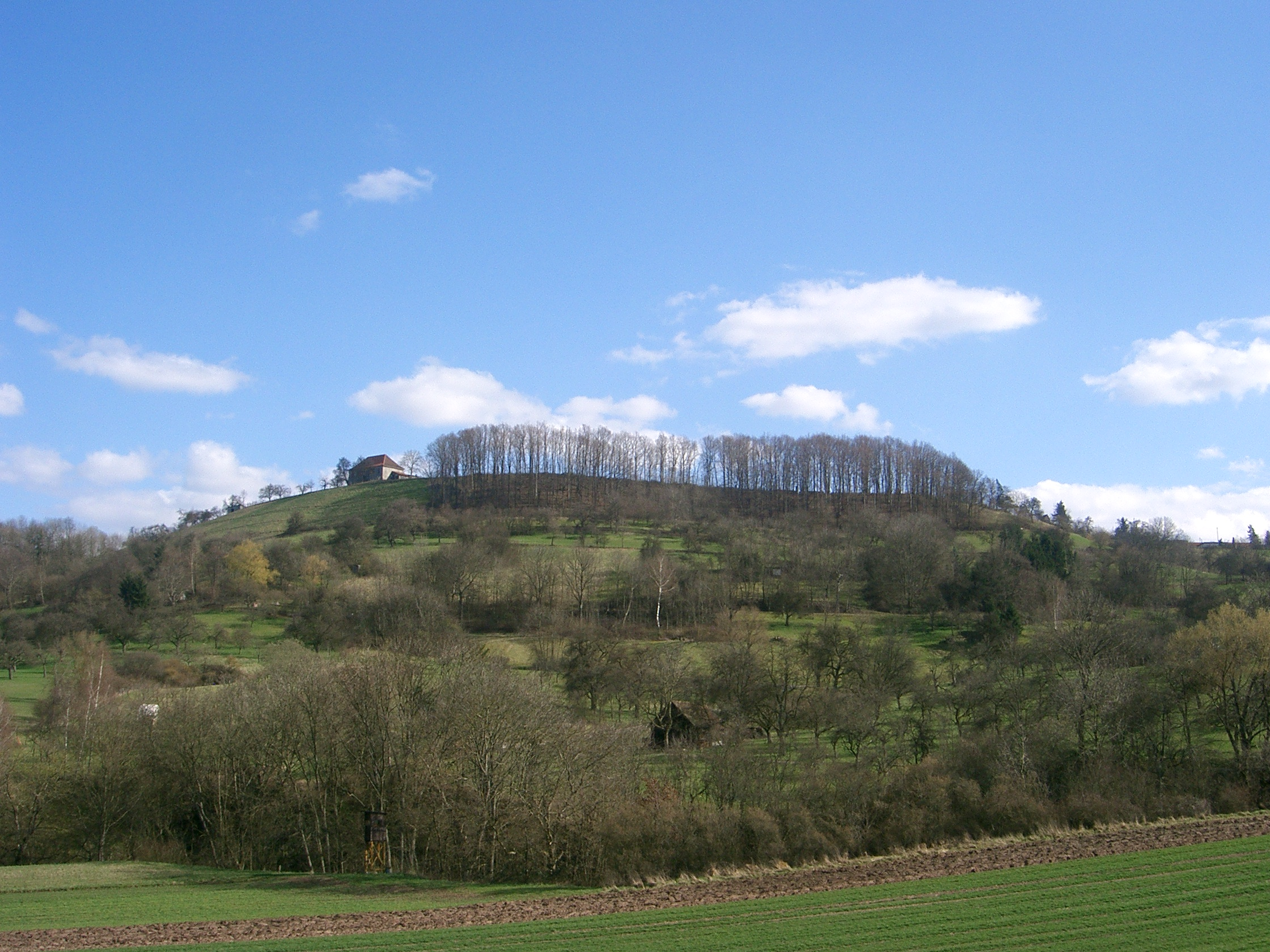
Blick auf den Charlottenberg mit dem Schlösschen

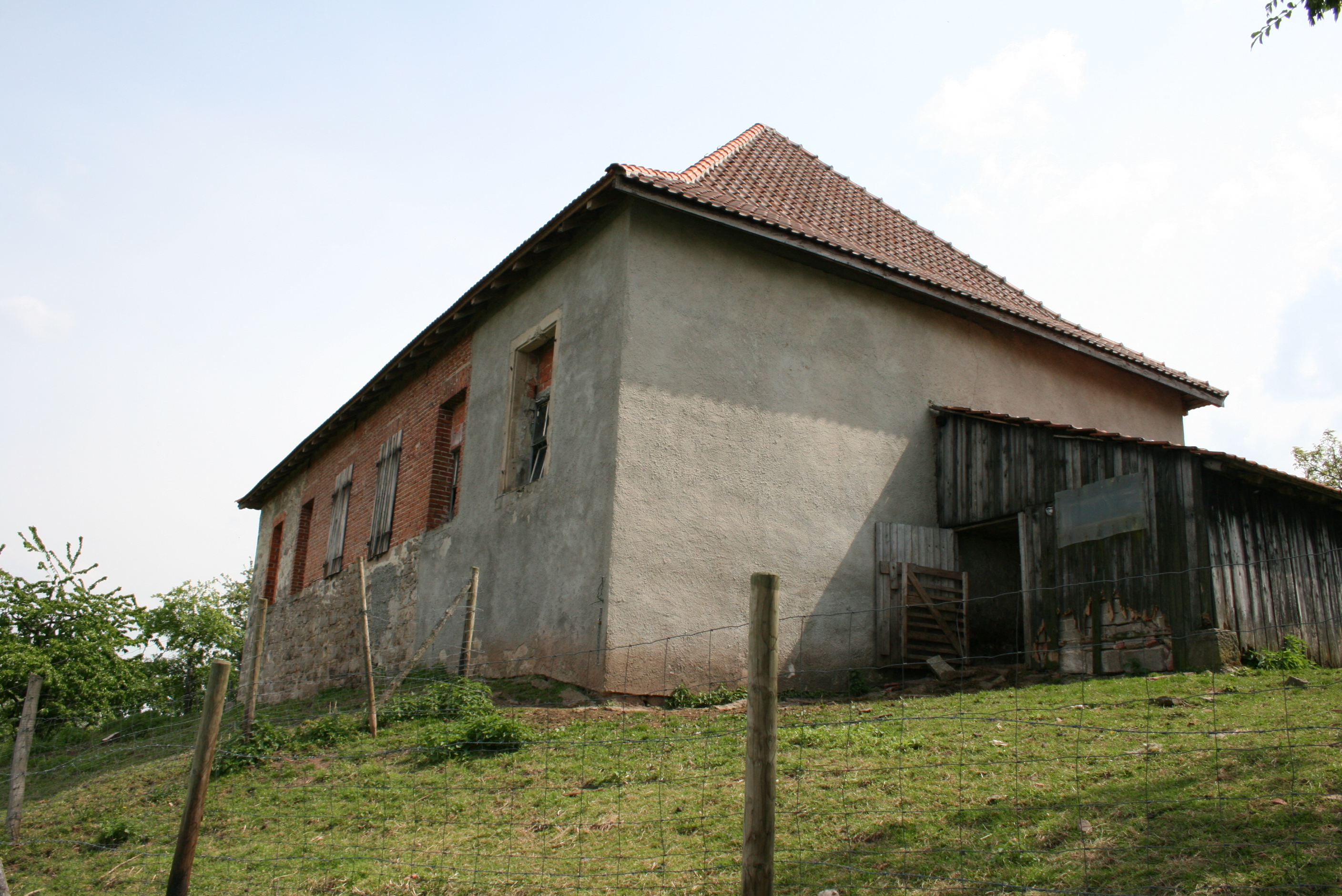
Überreste des Charlottenschlösschens

Im Jahre 1372 wurde erstmals ein Hof Hawberg ob Pfedelbach erwähnt. Die Siedlung Heuberg entstand jedoch erst 1730 auf Veranlassung von Graf Ferdinand von Hohenlohe-Bartenstein durch Rodung und Ansiedlung ortsfremder Katholiken. Das Lustschlösschen Charlottenberg, 1712/13 von Graf Ludwig Gottfried erbaut und nach seiner Gemahlin Luise Charlotte, geb. Gräfin von Hohenlohe-Langenburg benannt, wurde 1782 an Bauern verkauft. Vorübergehend von den Fürsten zu Hohenlohe-Bartenstein zurückgekauft, wurde es 1945 durch Artilleriebeschuss schwer beschädigt und 1947 dann als Wohnhaus mit Scheune wieder aufgebaut. 2020 wurde das Charlottenschlössle vom Besitzer grundlegend saniert.

### Buchhorn
Am Rande der Keuperhochfläche liegt Buchhorn. Der Weiler ist aus Einzelgehöften entstanden. Eine Urkunde von 1473 vermeldet den Verkauf von Gütern in Buchhorn durch Götz von Adelsheim an Hohenlohe. Der Wasserturm Buchhorn mit einer Höhe von 38,5 m (1965 erbaut, Inhalt 200 m³, Sanierung 2007) ist zum Wahrzeichen des Weilers geworden.

### Ober- und Untergleichen
Obergleichen, Ersterwähnung 1294, historische Namensform Gliche. Untergleichen, Ersterwähnung 1471. Jägerhof, Wohnplatz nordöstlich von Gleichen, noch in der Rodungsinsel des Orts.
1294 Gliche, in Anlehnung an die Burg Gleichen im 12./13. Jahrhundert entstanden. Die Burg war Sitz einer nach ihr benannten Reichsministerialenfamilie, fiel nach deren Aussterben um 1300 an das Reich zurück, 1328 an die Grafen von Löwenstein, 1409 an Weinsberg verpfändet, 1416 durch die Hohenlohe ausgelöst, die 1471 pfälzischen Erbansprüche zurückweisen konnten. Gleichen gehörte seitdem zum hohenlohischen Amt Mainhardt. Von der Burg sind nur noch Gewölbereste und der Graben erhalten. 1706 besaß Hohenlohe hier ein Zoll- und Forsthaus. Kirchlich Filial von Untersteinbach.

### Ortschaftsgründung
Das Gebiet der heutigen Ortschaft Heuberg/Buchhorn/Gleichen gehörte schon vor der Gemeindereform der 1970er Jahre zur Gemeinde Pfedelbach, ohne damals eine eigene Ortschaft zu bilden. Erst durch Änderung der Hauptsatzung der Gemeinde Pfedelbach wurde im Jahre 1989 eine eigene Ortschaft gegründet. Heuberg/Buchhorn/Gleichen bildet einen Wohnbezirk im Sinne der baden-württembergischen Gemeindeordnung.

### Ortschaftsrat
Nach Änderung der Hauptsatzung der Gemeinde Pfedelbach wurde im Jahre 1989 das erste Mal ein aus sieben Personen bestehender Ortschaftsrat für die Gemeinde sowie ein Ortsvorsteher gewählt. Der Ortschaftsrat konstituierte sich am 23. November 1989. Bis zu diesem Zeitpunkt waren die Ortschaften Heuberg und Buchhorn durch zwei Gemeinderäte, Gleichen durch einen Gemeinderat vertreten worden. Seit 1989 entsendet die gesamte Ortschaft nur mehr zwei Gemeinderäte ins Kommunalparlament. Der Ortschaftsrat tagt abwechselnd in Heuberg und in Gleichen. Michael Schenk war von 1989 bis 2009 der erste Ortsvorsteher der Ortschaft Heuberg/Buchhorn/Gleichen. Im folgte Hans-Jürgen Herzog. Seit dem 29. Juli 2014 ist Walter Gräter Ortsvorsteher.

### Einwohnerentwicklung
In allen drei Orten nimmt die Bevölkerungszahl zu. Sie wuchs von 808 Einwohnern am 1. Januar 1991 auf 949 zum 31. Dezember 2010. Um der Nachfrage an Bauflächen nachzukommen, hat der Ortschaftsrat sich dafür ausgesprochen, dass in Heuberg am südöstlichen Ortsrand die Baugebiete Panorama I und II entstehen sollen. Gleichen entwickelt sich anhand des Bebauungsplanes Steigäcker weiter. Die Bevölkerung drängt zum Ausbau der Landstraße 1050 zwischen Heuberg und der Grenze zum Landkreis Schwäbisch Hall.

## Buchhorner See

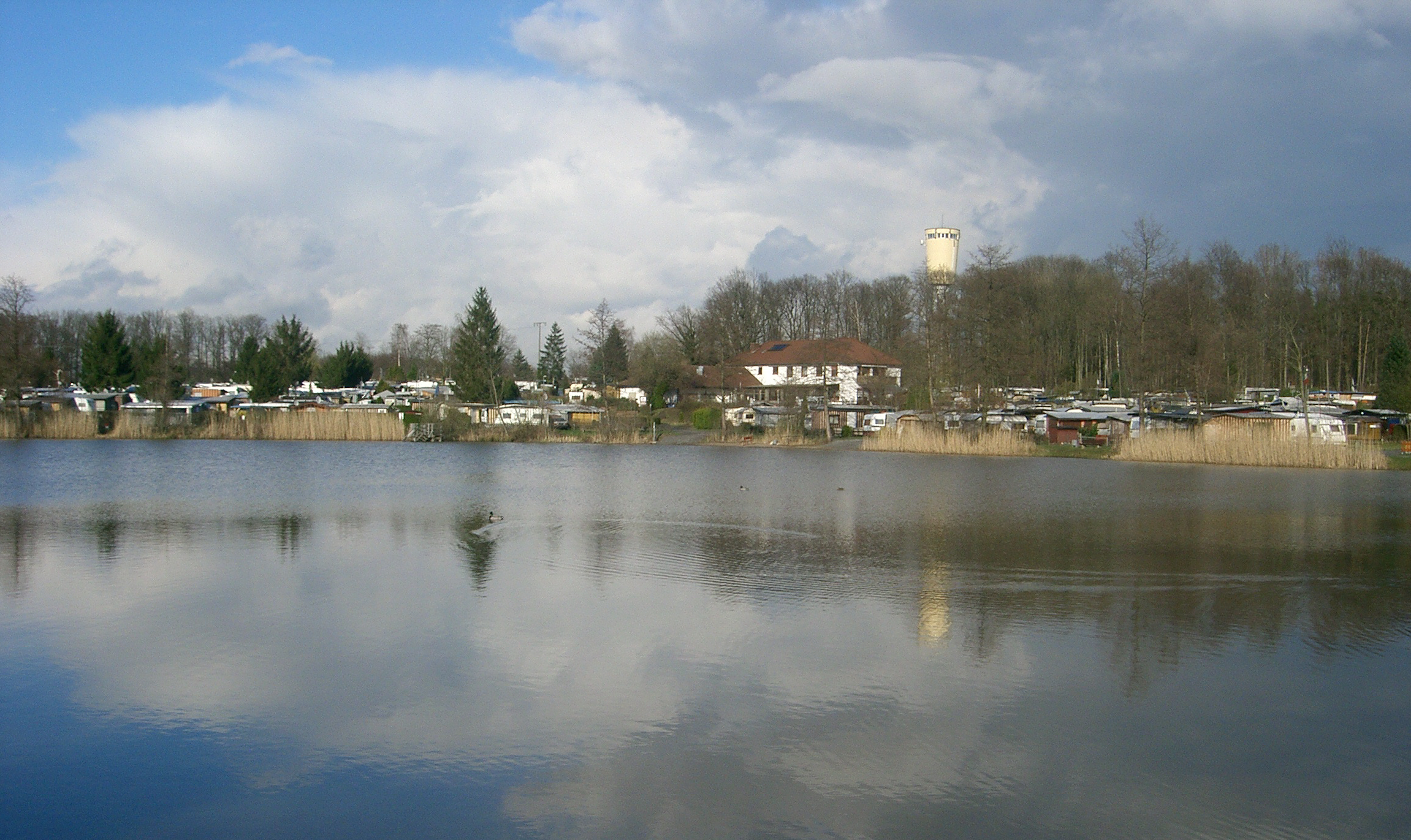
Der Buchhorner See. Im Hintergrund das Buchhorner Wahrzeichen, der Wasserturm

Der Buchhorner See hat keinen oberirdischen Zufluss, sondern speist sich aus Grundwasser aus dem oberhalb gelegenen Waldgelände bis Gleichen zu. Er hat eine Fläche von 25.000 m², seine Wassertiefe beträgt bis zu 2,50 m und er liegt auf einer Höhe von 377 m ü. NN. Dem See entspringt der Pfedelbach, dessen Wasser früher eine Mühle im etwa 2 km entfernten Pfedelbach antrieb. Eine größere Anzahl von Wasservögeln besiedelt den See, bei Frost dient er als Eislauffläche.
Der See wurde vermutlich im 15. Jahrhundert durch Aufschütten eines Dammes geschaffen. Bereits im Lagerbuch von 1573 wird der neun Morgen große See als Michel von Olnhausen gehörig erwähnt. Am 21. Juni 1949 brach der Damm, durch einen zwei Meter breiten und tiefen Riss floss das Wasser aus dem sich schnell leerenden See; meterhoch strömte das Wasser die Straße hinab und richtete auf seinem Weg über Wiesen, durch Scheunen und durch Häuser erhebliche Schäden an.
Um den Buchhorner See entstanden ab 1957 die ersten Zeltplätze. Heute liegen drei Campingplätze an seinem Rande, und er ist immer mehr zum Naherholungsgebiet geworden.
Die Gemeinde sanierte ihn im Jahre 2004. Nach Ablassen des Wassers und Abfischen wurden 10.000 m³ Schlamm ausgebaggert und auf die umliegenden Felder ausgebracht, der See wurde dadurch stellenweise bis zu einem Meter tiefer.

## Neuer Gleichener See

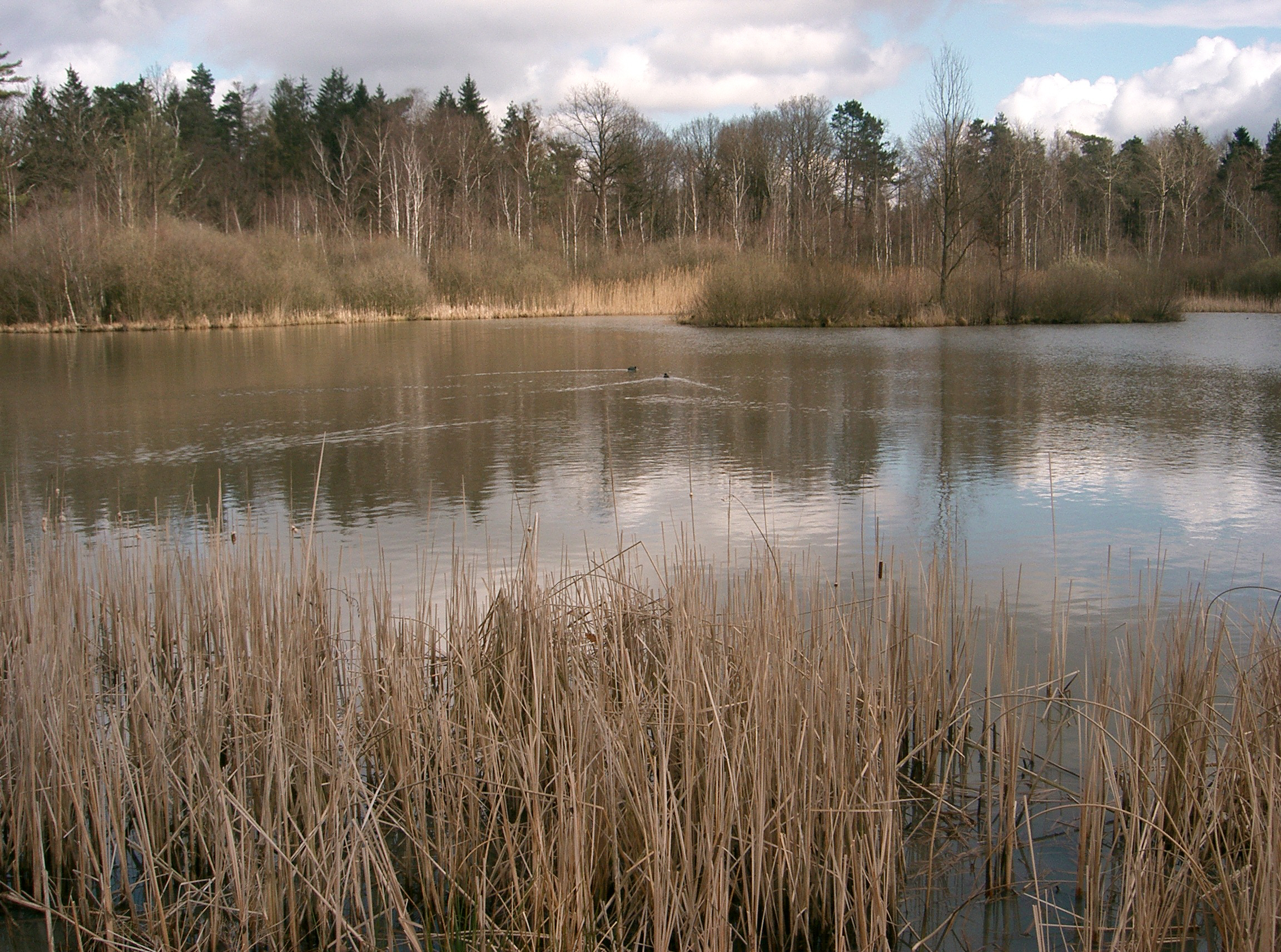
Der neue Gleichener See im Naturpark Schwäbisch-Fränkischer Wald

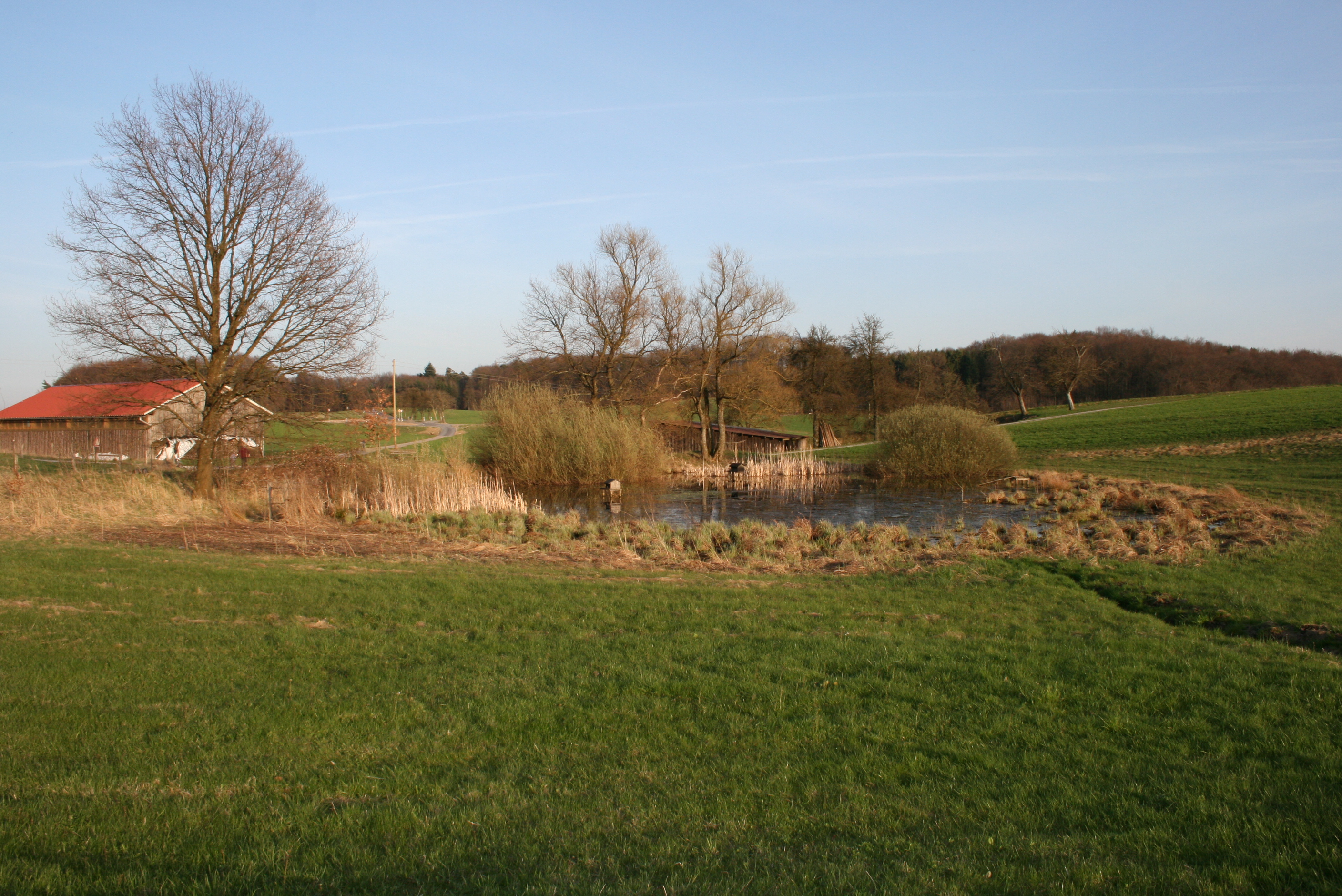
Der alte Gleichener See in Obergleichen

Im 18. Jahrhundert kaufte Hohenlohe-Pfedelbach bzw. Hohenlohe-Bartenstein in Gleichen bäuerlichen Eigenbesitz zur Anlage eines Tiergartens und eines neu anzulegenden Sees auf. Der entstandene Gleichener See liegt im Mainhardter Wald und ist seit 2004 ein FFH-Gebiet der Europäischen Union. In ihm befinden sich drei kleine Inseln. Die Seeoberfläche liegt auf 422 m ü. NN. Das Wasser ist höchstens 2 m tief, die Dammlänge beträgt circa 210 m und die Wasserfläche nimmt etwa 13.000 m² ein.
Ein sogenannter Alter Gleichener See liegt in Obergleichen und ist heute nur noch ein Tümpel.

## Ortsbild
Durch das vor über 20 Jahren betriebene Dorfentwicklungsprogramm konnte das Ortsbild verschönert werden. Teils im Zuge der Flurbereinigung in Buchhorn wurden neue Wander- und Radwege angelegt.

## Vereine

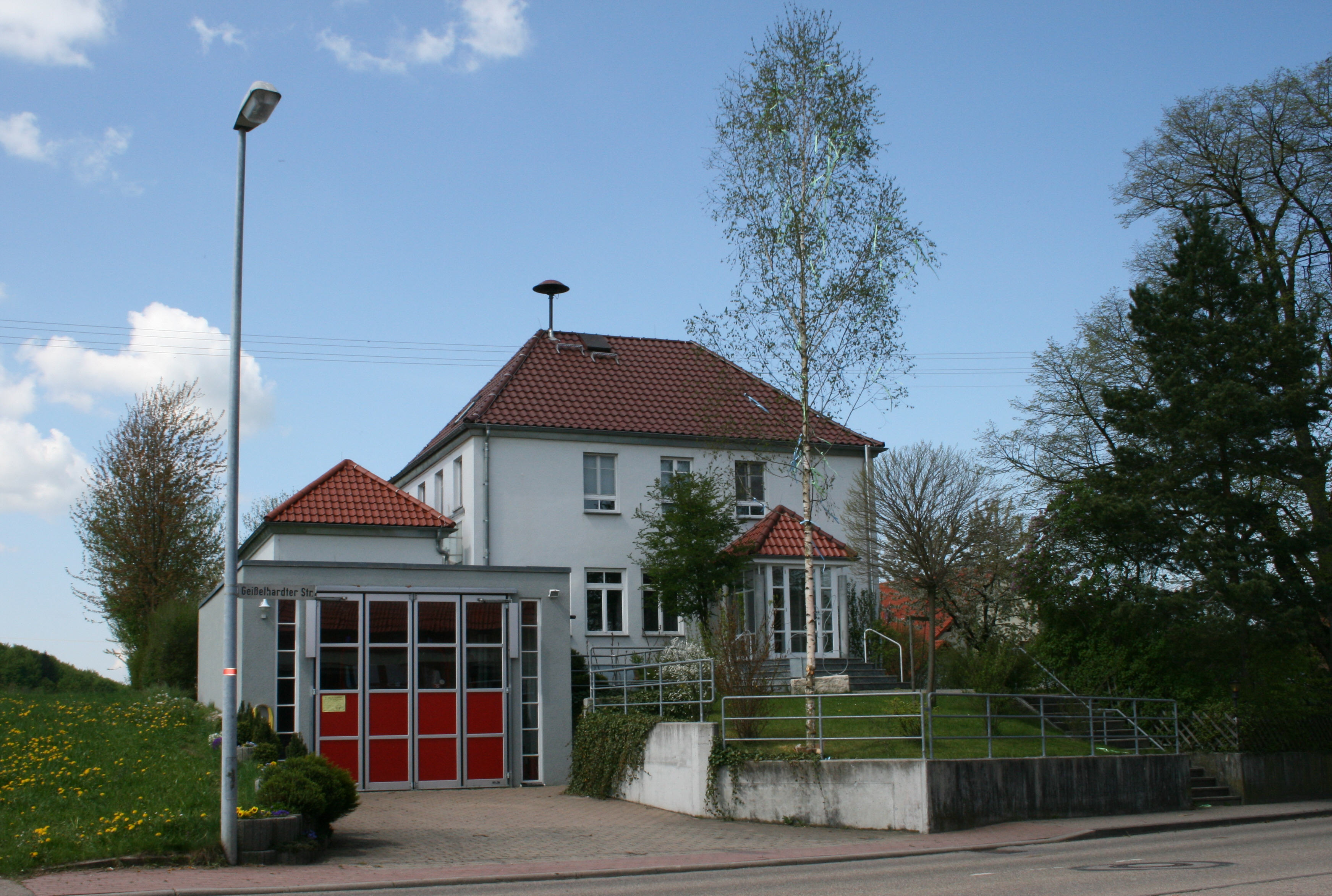
Das Dorfgemeinschaftshaus mit Feuerwehrhaus in Gleichen

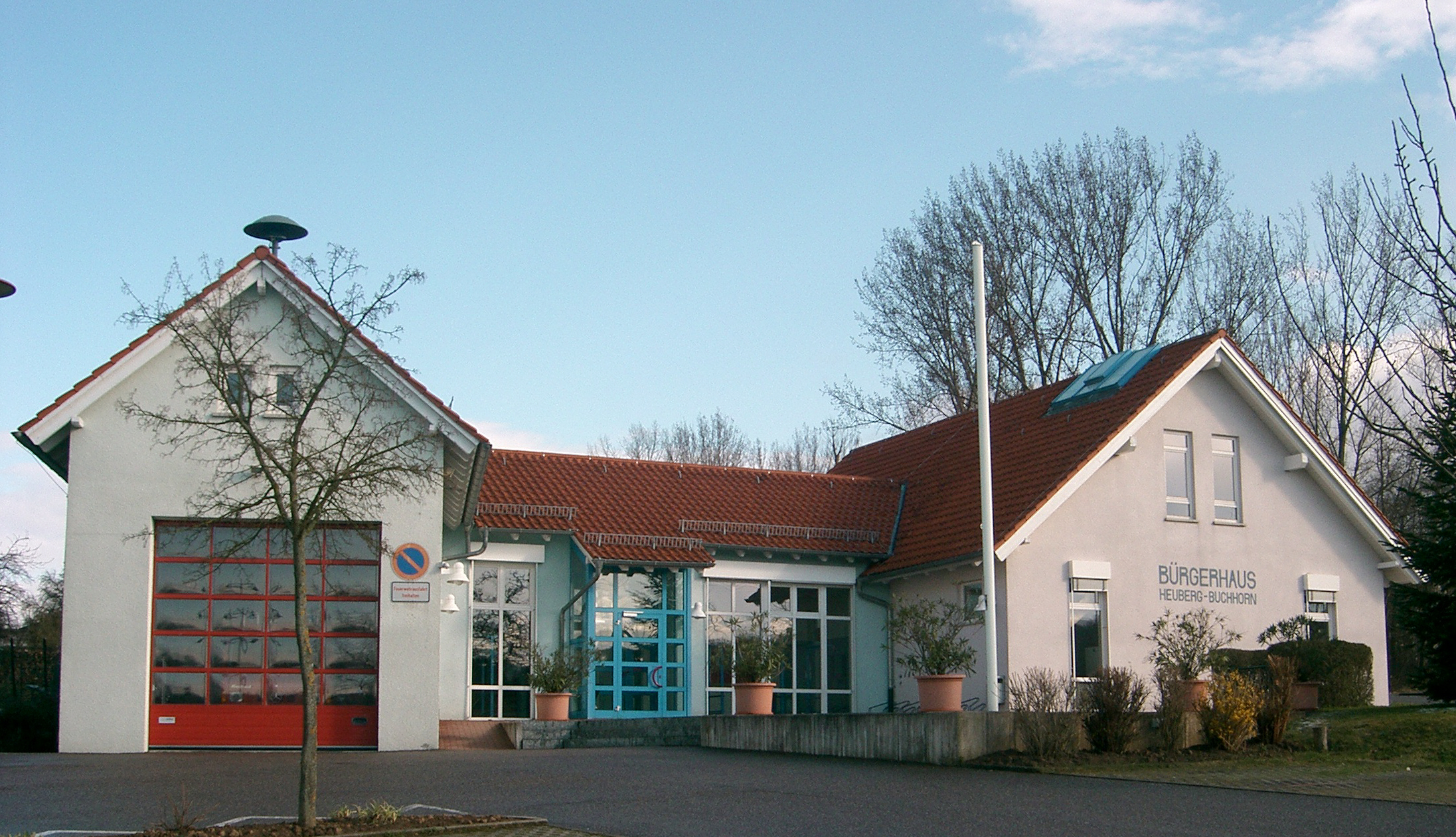
Das Bürgerhaus Heuberg-Buchhorn mit Kindergarten und Feuerwehrhaus

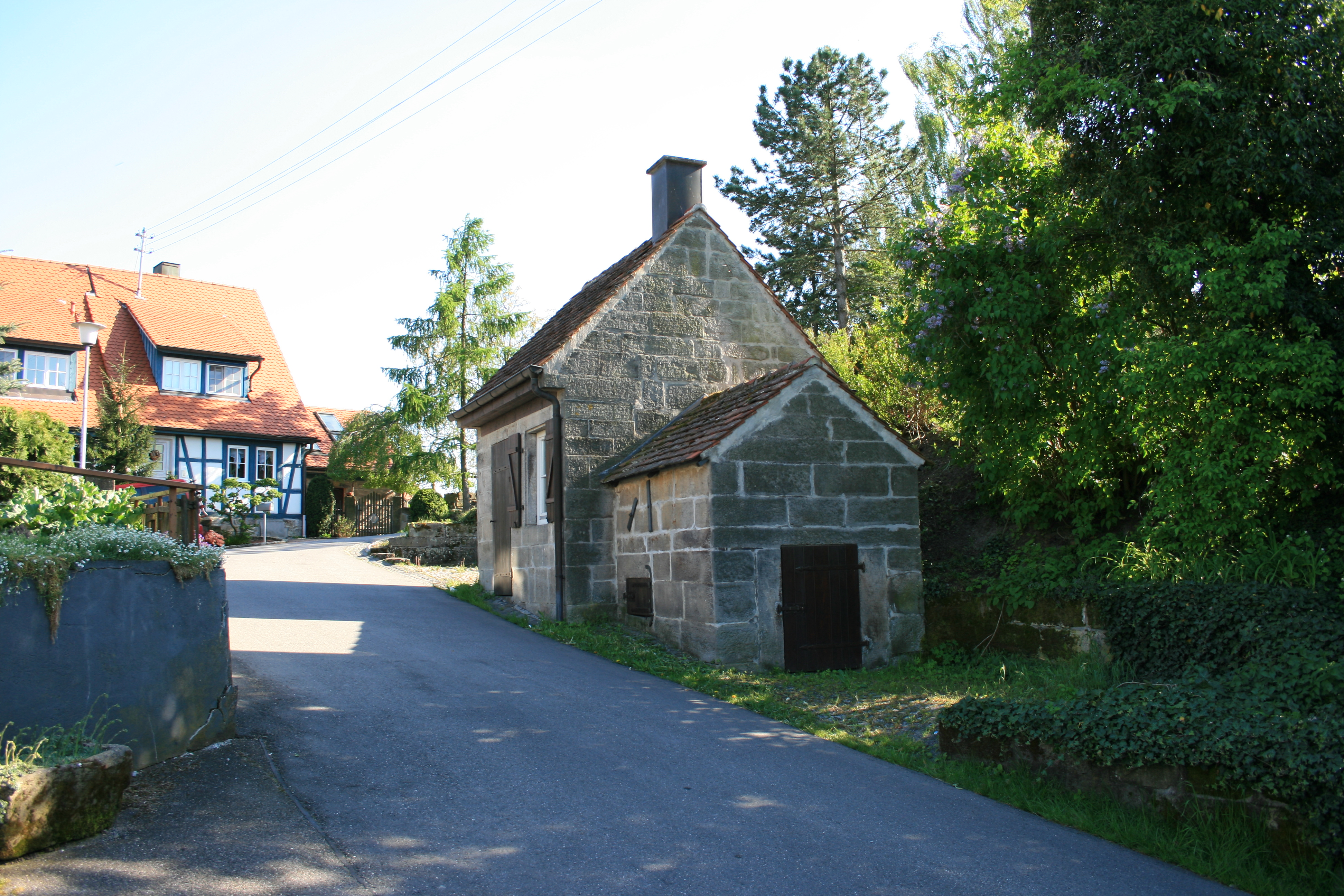
Das öffentliche Backhaus mit Schweinestall in Gleichen

Als ein Glücksfall für die Ortschaften erwiesen und erweisen sich die Vereine, wie der Rad- und Kraftfahrverein Waldeslust Heuberg, der Bürgerverein Heuberg-Buchhorn und der Allgemeine Bürgerverein Gleichen. Bei den öffentlichen Bauvorhaben, der Sanierung und dem Ausbau des Schulhauses in Gleichen zu einem Dorfgemeinschaftshaus sowie dem Bau des Bürgerhauses mit Kindergarten und Feuerwehrhaus für Heuberg und Buchhorn wurden, unter der Federführung der Vereine, von den Bürgerinnen und Bürgern zahlreiche Arbeiten in Eigenleistung ausgeführt. Nur so war es der Gemeinde Pfedelbach möglich, diese beiden großen Bauvorhaben zu finanzieren. Beide Einrichtungen werden von den Vereinen gepflegt und stehen allen Bürgern der Gemeinde offen. Sowohl das von 1989 bis 1992 renovierte Dorfgemeinschaftshaus in Gleichen wie das in den Jahren 1991 bis 1994 gebaute Bürgerhaus für Heuberg und Buchhorn bilden heute die Zentren der Ortschaften. Der Rad- und Kraftfahrverein Waldeslust Heuberg hat sich nach über 50-jährigem Bestehen 2005 aufgelöst.

## Infrastruktur
In den Nachkriegsjahren wurden wichtige Versorgungseinrichtungen geschaffen, darunter der Wasserturm in Buchhorn, und die Ortsdurchfahrten wurden ausgebaut. In Heuberg entstand in den 1960er Jahren ein Neubaugebiet entlang der Alten Straße. Noch zu Beginn der 1970er Jahre waren die Ortschaften sehr stark landwirtschaftlich geprägt; vor allem in Buchhorn und Gleichen bestimmten die landwirtschaftlichen Betriebe auch das Ortsbild. Teilweise wurden Höfe ausgesiedelt. Noch das Dorfentwicklungskonzept von 1985 betonte den bestehenden landwirtschaftlichen Charakter. Durch den schnellen Strukturwandel der Landwirtschaft in den letzten Jahrzehnten veränderte sich jedoch das Ortsbild gründlich. Die Milchhäuschen verschwanden, die von je her Treffpunkt der Dorfjugend waren. Nebenerwerbshöfe wurden im Zuge des Generationenwechsels geschlossen, auch für Haupterwerbsbetriebe fand sich oft kein Hofnachfolger. Die Kinder der Bauern erlernten Berufe und fanden eine Arbeitsstelle außerhalb der Ortschaft. Noch heute gibt es Auspendler bis in den mittleren Neckarraum. In den Scheuern entstanden zum Teil kleine gewerbliche Betriebe. Das Milchhäuschen in Heuberg wurde zum Lebensmittelladen, der mittlerweile wieder geschlossen ist. Das ehemalige Erholungsheim der Arbeiterwohlfahrt wurde im Jahre 1994 zum AUM-Kurzentrum für Ayurveda und Naturheilverfahren.

### Verkehr
Durch das Gemeindegebiet führen die Landesstraße L 1050. Der nächste Autobahnanschluss ist die Anschlussstelle 40 (Öhringen) der Bundesautobahn 6 in ca. 7 km Entfernung über die L 1050.
Der Öffentliche Personennahverkehr wird durch den Heilbronner Hohenloher Haller Nahverkehr sichergestellt.
Der nächste Bahnhof befindet sich in Öhringen an der Strecke der Bahnstrecke Crailsheim–Heilbronn in ca. 8 km Entfernung.

### Radfernwege
Durch den Ort führt der Deutsche Limes-Radweg. Er folgt dem Obergermanisch-Raetischen Limes über 818 km von Bad Hönningen am Rhein nach Regensburg an der Donau.

### Kindergarten
Die Kinder aus Heuberg, Buchhorn und Gleichen können seit 1992 in einen örtlichen Kindergarten gehen, der ans Bürgerhaus Heuberg-Buchhorn angebaut ist. Bis zu dessen Eröffnung, anfänglich als Provisorium im Dorfgemeinschaftshaus Gleichen, wurden die Kinder mit dem Kleinbus in verschiedene Kindergärten in Pfedelbach gefahren. 2020 wurde der Naturkindergarten „Die Eichwald Indianer“ eröffnet.

### Feuerwehr
In Heuberg und Buchhorn sowie in Gleichen besteht jeweils eine Abteilung der Freiwilligen Feuerwehr. Im Jahre 1994 brach in Gleichen durch Blitzeinschlag in ein Wohnhaus ein Großbrand aus. Durch den beherzten Einsatz, auch dem der Feuerwehren aus Pfedelbach und Öhringen, konnte ein Übergreifen der Flammen auf benachbarte Gebäude verhindert werden. Bei Brandfällen, Hochwasser und technischer Hilfe stellten die Feuerwehrmänner ihr Können unter Beweis. Der Löschwasserteich in Gleichen wurde in Eigenleistung durch die Männer der Abteilung Gleichen in den Jahren 1994 und 1995 komplett saniert. Auch durch die Stationierung eines Tanklöschfahrzeuges (TLF) erlebt die Abteilung Gleichen einen Aufschwung. 2014 wurde das TLF durch ein Mittleres Löschfahrzeug (MLF 10/6) mit 1200 Liter Wasser an Bord ersetzt.
Im November 2018 wurde für die Abteilung Heuberg-Buchhorn ein neues TSF-W-Fahrzeug (Tragkraftspritzenfahrzeug mit ca. 800 Liter Wasser) beschafft, als Ersatz für das TSF, das nun der Jugendfeuerwehr Pfedelbach zur Verfügung steht.

### Wasserversorgung

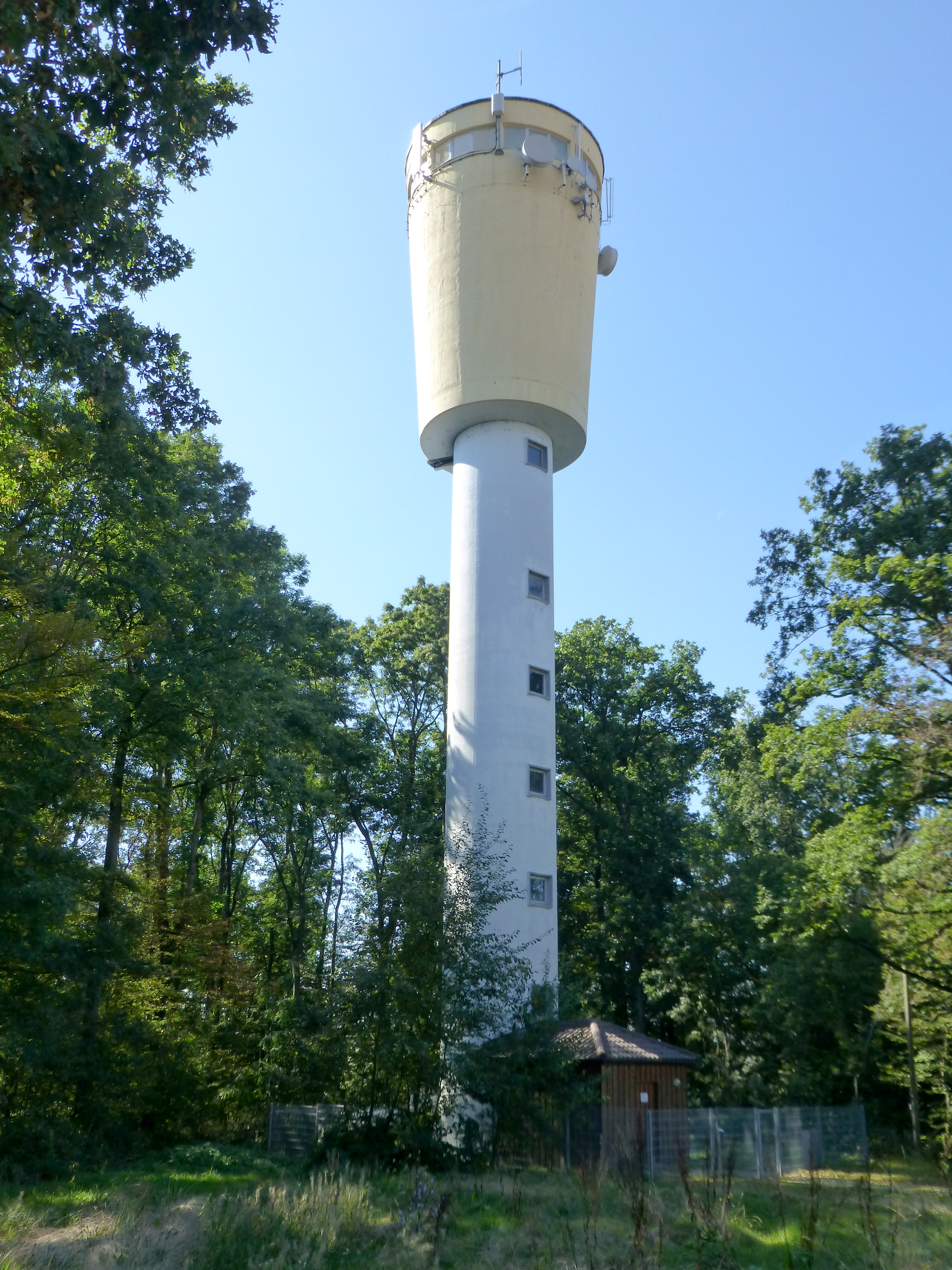
Wasserturm Buchhorn

Die Verhandlungen über den Bau einer Wasserleitung zogen sich von 1899 bis 1921 hin. 1921 dann bildeten Gleichen, Heuberg, Buchhorn, Griet und Hinterespig einen Gemeindeverband zum Bau einer Wasserleitung. Jede Familie musste sich an den Arbeiten zur Errichtung der Wasserleitung beteiligen. In Obergleichen wurden mehrere Quellen gefasst, die zum Teil heute noch Wasser liefern. Der Buchhorner Wasserturm, 1965 erbaut, machte die Wasserversorgung für Buchhorn und Heuberg zuverlässiger. Aber erst der erste Abschnitt ihres Neubaus im Jahre 1994 verbesserte die Wasserversorgung entscheidend. Immer wieder war es nämlich, vor allem in Buchhorn und in den Höhenlagen von Gleichen, zu Versorgungsschwierigkeiten gekommen. Die Quellen und der Tiefbrunnen in Gleichen können nun gänzlich genutzt und deren gesamte Schüttung im neuen Hochbehälter Gleichen mit Fremdwasser vermischt werden. Bei Ausfall von Quellen kann über eine Ringleitung Wasser zum Hochbehälter Gleichen und zum Wasserturm nach Buchhorn gepumpt werden.
Gleichen wird im Trennsystem entwässert. Die mehr und mehr störanfällige Kleinkläranlage in Gleichen wurde 1988 stillgelegt. Gleichen wurde stattdessen über einen Kanal nach Harsberg an die Kläranlage Oberohrn angeschlossen. Im Jahre 2007 sanierte man den Wasserturm in Buchhorn gründlich.